# Ideogramma (statistica)

In statistica un ideogramma è un grafico nel quale i dati vengono rappresentati sotto forma di icone che danno l'idea del fenomeno da studiare.
Questo tipo di grafico è molto approssimativo, ma permette una lettura immediata dei dati facilitando l'interpretazione ai non esperti.
Ad esempio, se una casa vale 10 abitanti e si vogliono rappresentare soltanto 5 dei 10 abitanti, si disegnerà metà casa.